# Kung Fu Panda 2 (soundtrack)
Kung Fu Panda 2 is de originele soundtrack van de film met dezelfde naam, gecomponeerd door Hans Zimmer en John Powell. Het album werd uitgebracht op 23 mei 2011 door Varèse Sarabande.
De filmmuziek werd in dezelfde muziekstijl als bij de eerste soundtrack Kung Fu Panda uitgevoerd in klassieke muziek en traditionele Chinese muziek in combinatie met elektronische muziek. Het orkest en het koor werd begeleid door Gavin Greenaway. Het Metro Voices koor verzorgde de zang. De opnames vonden plaats in de Abbey Road Studios en Air Studios in Londen. De componisten Lorne Balfe, Paul Mounsey, Dominic Lewis en Junkie XL hebben ook een kleine bijdrage geleverd aan de soundtrack. Het Nummer "Panda Po" van de eerste soundtrack werd opnieuw uitgebracht in een dans versie, als "Dumpling Warrior Remix", en hoor je tijdens de aftiteling van de film.

## Musici
- Michael Baker - Pauk
- Chris Clad - Viool
- Paul Clarvis - Percussie
- Karen Hua Qi Han - Erhu
- Stephen Henderson - Percussie
- Gary Kettel - Percussie

- William Lockhart - Percussie
- Anthony Pleeth - Cello
- Frank Ricotti - Percussie
- Ian Thomas - Percussie
- Bruce White - Altviool
- Jonathan Williams - Cello

## Nummers
| Nr. | Titel                         | Componist(en)                  | Duur |
| --- | ----------------------------- | ------------------------------ | ---- |
| 1   | Ancient China - Story Of Shen | Zimmer, Powell, Mounsey        | 2:43 |
| 2   | Dumpling Warrior              | Zimmer, Powell, Mounsey        | 1:19 |
| 3   | Inner Peace                   | Zimmer, Powell                 | 2:26 |
| 4   | Musicians Village             | Zimmer, Powell, Lewis          | 1:20 |
| 5   | Save Kung Fu                  | Zimmer, Powell, Balfe          | 3:41 |
| 6   | Daddy Issues                  | Zimmer, Powell, Balfe          | 4:22 |
| 7   | Stealth Mode                  | Zimmer, Powell, Balfe          | 4:04 |
| 8   | Gongmen Jail                  | Zimmer, Powell, Balfe          | 2:40 |
| 9   | Rickshaw Chase                | Zimmer, Powell, Mounsey        | 2:36 |
| 10  | Po And Shen - Face To Face    | Zimmer, Powell, Balfe, Mounsey | 5:58 |
| 11  | More Cannons!                 | Zimmer, Powell, Balfe          | 3:00 |
| 12  | Fireworks Factory             | Zimmer, Powell, Balfe, Lewis   | 6:49 |
| 13  | Po Finds The Truth            | Zimmer, Powell                 | 5:04 |
| 14  | Invasion Begins               | Zimmer, Powell, Lewis          | 2:37 |
| 15  | Zen Ball Master               | Zimmer, Powell, Balfe, Lewis   | 7:21 |
| 16  | My Fist Hungers For Justice   | Zimmer, Powell, Balfe          | 4:55 |
| 17  | Dumpling Warrior Remix        | Zimmer, Powell, Junkie XL      | 3:31 |